# Сизонець Ілля Ілліч
Ілля Ілліч Сизонець (нар. 9 березня 1922 — 21 листопада 2020) — радянський військовослужбовець, молодший лейтенант, учасник  другої світової війни.

## Біографія
Військовий шлях почав 22 червня 1941 року у званні молодшого лейтенанта. Коли радянські війська відступили з міста Брест його взвод став першим партизанським загоном. 
У 1941-1944 роках воював на території Білорусі та Волині. 
З березня 1944, по червень 1945 року був командиром взводу, згодом батареї протитанкових гармат 70 армії 2-го Білоруського фронту. Брав участь у штурмі Берліну. Залишив свій підпис на Рейхстазі.
Після війни працював директором школи в селі Гута Ратнівського району.
Помер 21 листопада 2020 року від ускладнень викликаних COVID-19.

## Нагороди
Нагороджений двома орденами Червоної Зірки, орденом Слави, орденом Вітчизняної війни.
Нагороджений орденом Богдана Хмельницького III та II ступеня.